# Gry Bay
Gry Wernberg Bay (15 de agosto de 1974) es una artista y cantante danesa, la cual es más conocida por su papel erótico como protagonista en la película All About Anna.

## Filmografía
- Dr. Monika Lindt - Kinderärztin, Geliebte, Mutter (TV) (1996)
- Hosenflattern (TV) (1998)
- Slim Slam Slum (2002)
- Last Exit (2003)
- Tro, had og kærlighed (TV) (2004)
- All About Anna (2005)
- Betonhjerter (2005)
- Grønne hjerter (2006)
- Emmalou (2006)